# Okuizumo
Okuizumo (奥出雲町?) è una cittadina giapponese della prefettura di Shimane.